# Z zimną krwią (film)
Z zimną krwią (ang. In Cold Blood) – amerykański dramat filmowy z 1967 roku w reżyserii Richarda Brooksa, będący adaptacją książki autorstwa Trumana Capote'a pod tym samym tytułem.

## Obsada[1]
- Robert Blake – Perry Smith
- Scott Wilson – Dick Hickock
- John Forsythe – Alvin Dewey
- Paul Stewart – reporter Jensen
- Gerald S. O’Loughlin – Harold Nye
- Jeff Corey – Walter Hickock
- John Gallaudet – Roy Church
- James Flavin – Clarence Duntz
- Charles McGraw – Tex Smith
- Jim Lantz – oficer Rohleder
- Will Geer – obrońca sądowy
- John McLiam – Herbert Clutter
- Ruth Storey – Bonnie Clutter
- Brenda C. Currin – Nancy Clutter
- Paul Hough – Kenyon Clutter
- Vaughn Taylor – Donald Cullivan
- Duke Hobbie – młody reporter
- Sheldon Allman – pastor Jim Post
- Sammy Thurman – Flo Smith
- Sadie Truitt – on sama
- Myrtle Clare – ona sama
- Raymond Hatton – autostopowicz
- Mary Linda Rapelye – Sue Kidwell
- Ronda Fultz – przyjaciółka Nancy
- Al Christy – szeryf
- Donald Sollars – sprzedawca
- Harriet Levitt – pani Hartman
- Stan Levitt – agent ubezpieczony

## Nagrody i nominacje
| Nazwa nagrody      | Wygrane                                           | Nominacje |
| ------------------ | ------------------------------------------------- | --- |
| Oscar              | bez rezultatu                                     | 1968 Najlepszy reżyser Richard Brooks Najlepszy scenariusz adaptowany Richard Brooks Najlepsza muzyka oryginalna Quincy Jones Najlepsze zdjęcia Conrad L. Hall |
| Złoty Glob         | bez rezultatu                                     | 1968 Najlepszy dramat |
| David di Donatello | 1968 Najlepszy reżyser zagraniczny Richard Brooks | 1968 Najlepszy reżyser zagraniczny Richard Brooks |
| WGA                | bez rezultatu                                     | 1968 Najlepszy scenariusz dramatu Richard Brooks |
| DGA                | bez rezultatu                                     | 1968 Najlepsze osiągnięcie reżyserskie w filmie fabularnym Richard Brooks                                                                                      |

## Wyróżnienia
| Rok wyróżnienia | Amerykański Instytut Filmowy                                     | Miejsce                             |
| --------------- | ---------------------------------------------------------------- | ----------------------------------- |
| 2008            | Lista 10 najlepszych filmów w 10 klasycznych gatunkach filmowych | 8. miejsce w kategorii filmy sądowe |